# Orchestre philharmonique d'Helsinki
L'Orchestre philharmonique d'Helsinki (en finnois Helsingin kaupunginorkesteri) est l'un des principaux orchestres de Finlande.

## Historique
L'orchestre est fondé en 1882 par Robert Kajanus, avec l'aide de deux hommes d'affaires, sous le nom de Société orchestrale d'Helsinki. Il constitue le premier orchestre permanent des Pays nordiques. En 1914, l'orchestre fusionne avec l'un de ses rivaux et acquiert son nom actuel. Jusqu'en 1962, l'orchestre est également chargé de diriger les opéras à Helsinki.

## Directeurs musicaux
- Robert Kajanus (1882–1932)
- Georg Schnéevoigt (1932–1940)
- Armas Järnefelt (1942–1943)
- Martti Similä (1945–1951)
- Tauno Hannikainen (1951–1963)
- Jorma Panula (1965–1972)
- Paavo Berglund (1975–1979)
- Ulf Söderblom (1978–1979)
- Okko Kamu (1981–1989)
- Sergiu Comissiona (1990–1994)
- Leif Segerstam (1996-2007)
- John Storgårds (2008-2015)
- Susanna Mälkki (2016-)